# Большой Пепел
Большой Пепел — деревня в Кирилловском районе Вологодской области.
Входит в состав Талицкого сельского поселения, с точки зрения административно-территориального деления — в Талицкий сельсовет.
Расстояние по автодороге до районного центра Кириллова — 70,5 км, до центра муниципального образования Талиц — 5,5 км. Ближайшие населённые пункты — Ожогово, Толстик, Молоди.
По переписи 2002 года население — 34 человека (14 мужчин, 20 женщин). Всё население — русские.